# Кенестобе
Кенестобе́ (каз. Кеңестөбе) — село у складі району Байдібека Туркестанської області Казахстану. Входить до складу Коктерецького сільського округу.
Населення — 1447 осіб (2021; 1777 у 2009, 1765 у 1999, 1928 у 1989).